# Equipo Especial sobre la Ejecución de la Lucha contra el Terrorismo
El Equipo Especial sobre la Ejecución de la Lucha contra el Terrorismo fue establecido por el Secretario General en 2005 y que hizo suya la Asamblea General a través de la estrategia global de las Naciones Unidas contra el terrorismo, la cual fue adoptada por consenso en 2006.

## Equipo Especial sobre la Ejecución de la Lucha contra el Terrorismo CTITF
El Equipo Especial sobre la Ejecución de la Lucha contra el Terrorismo fue establecido por el Secretario General en 2005 y que hizo suya la Asamblea General a través de la estrategia global de las Naciones Unidas contra el terrorismo, la cual fue adoptada por consenso en 2006.

La Estrategia, es un documento vivo, que es revisado por la Asamblea General cada dos años para sintonizar las prioridades de contra-terrorismo de los Miembros de Estado. La cuarta revisión de la Estrategia fue realizada en Junio 2014 (A/RES/68/276) luego de que el reporte del Secretario General de las Naciones Unidas (A/68/841) presentara: un resumen del panorama cambiante de contra-terrorismo, recomendaciones para abordar desafíos y amenazas y una compilación de las medidas tomadas por los Miembros de Estado y entidades de las Naciones Unidas para luchar contra el terrorismo.
El mandato de el CTITF es reforzar la coordinación y la coherencia de las actividades de las Naciones Unidas contra el terrorismo. El Equipo Especial está integrado por 36 entidades internacionales, las cuales, en virtud de su cometido, tienen interés en las medidas multilaterales de lucha contra el terrorismo. Cada entidad efectúa contribuciones de acuerdo con su propio mandato.
Organización de las Naciones Unidas

## Equipo Especial sobre la Ejecución de la Lucha contra el Terrorismo
- Oficina del Equipo Especial
- Centro de la ONU contra el Terrorismo
- Entidades
- Grupos de trabajo
- Proyectos
- Declaraciones en inglés
- Informes y Publicaciones
- Resoluciones
- Documentales
- Archivo de vídeos
- Eventos en inglés
- Comuníquese con nosotros en inglés
- Centro de Prensa
- Acciones de la ONU contra el terrorismo
- Portal de Apoyo a las Víctimas del Terrorismo